# ステファノ・モレオ
ステファノ・モレオ（Stefano Moreo 、1993年6月30日 - ）は、イタリア・ミラノ出身のプロサッカー選手。ブレシア・カルチョ所属。ポジションは、フォワード。